# Servília (gente)

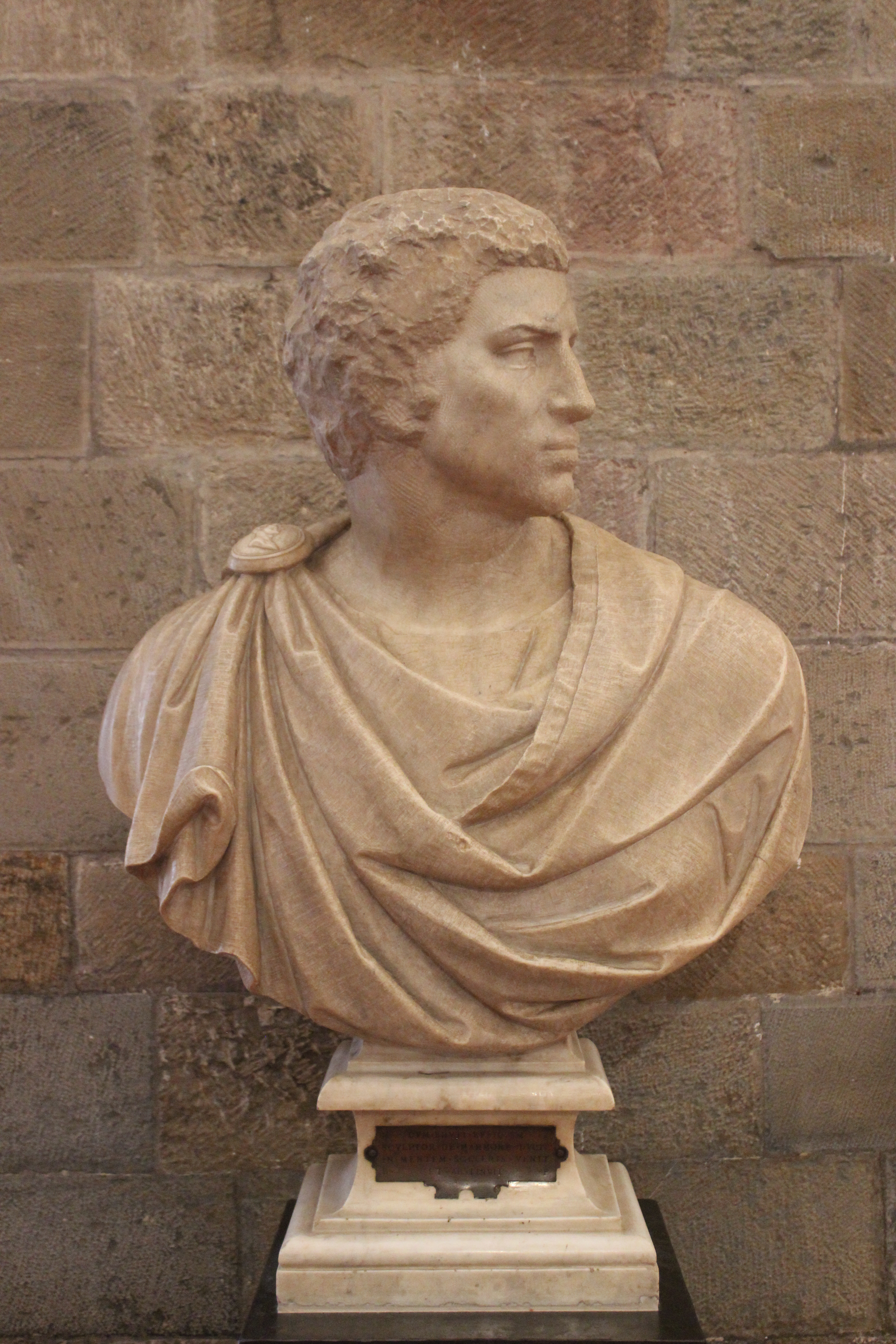
"Bruto", de Michelângelo. Bruto adotou o nome de Quinto Servílio Cepião Bruto depois de ter sido adotado por seu tio pelo lado materno, Quinto Servílio Cepião
1538. No Museu Nacional do Bargello, em Florença.

Servília (em latim: Servilia; pl. Servilii) era uma antiga gente patrícia da Roma Antiga muito celebrada nos primeiros anos da República Romana e uma das mais presentes nos Fastos Consulares. Foram membros dela muitos dos mais influentes romanos até os últimos anos da República e mesmo durante o período imperial. O primeiro membro da gente a chegar ao consulado foi Públio Servílio Prisco Estruto, em 495 a.C., e o último foi Quinto Servílio Silano, cônsul em 189, o que sublinha a posição proeminente da família no estado romano por quase setecentos anos.
Como outras gentes romanas, os Servílios tinham sua própria sacra: diz-se que eles veneravam um "triens" (uma moeda de cobre) que acreditavam aumentar ou diminuir em tamanho durante os anos de acordo com o prestígio da gente. Embora os Servílios fossem originalmente patrícios, no final da República havia também ramos plebeus da gente Servília.

## Origem
Segundo a tradição, a gente Servília era uma das casas nobres de Alba Longa levadas a Roma por Túlio Hostílio e listada por ele entre os patrícios. Era, por isto, uma das gentes minores. O nomen "Servilius" é um sobrenome patronímico, derivado do prenome "Servius", que significa "aquele que guarda ou preserva", que deve ter sido o nome de um ancestral da gente.

## Prenomes
Os diferentes ramos dos Servílios utilizavam conjuntos ligeiramente diferentes de prenomes (em latim: praenomina). As estirpes mais antigas utilizavam Públio, Quinto, Espúrio e Caio. Os Servílios Cepiões utilizavam primariamente Cneu e Quinto. Os Servílios Gêminos utilizavam Cneu, Quinto, Públio, Caio e Marco. Os ancestrais dos Servílios devem ter utilizado Sérvio, mas nenhuma família o utilizou em tempos históricos.

## Ramos e cognomes
Os Servílios estavam divididos em numerosas famílias. No período republicano eram os Aalas (Ahala), Áxilas (Axilla), Cepiões (Caepio), Cascas (Casca), Gêminos (Geminus), Gláucios (Glaucia), Glóbulos (Globulus), Priscos (com o agnome Fidenato; Priscus Fidenas), Rulo (Rullus), Estruto (Estructo), Tuca (Tucca) e Vácia (com o agnome Isáurico; Vatia Isauricus). Estrutos, Priscos, Aalas e Cepiões eram patrícios e os Cascas, plebeus. Outros cognomes apareceram durante o Império. Destes, os únicos atestados em moedas foram Aala, Cepião e Rulo.
O cognome Estruto quase sempre ocorre em ligação com os Priscos e Aalas. O único Estruto mencionado apenas por este cognome é Espúrio Servílio Estruto, tribuno consular em 368 a.C.. Como "Estruto" aparece com duas das mais antigas famílias dos Servílios, nenhuma das quais claramente pré-datando a outra, pode indicar que uma pessoa com este cognome pode ter sido ancestral das duas grandes casas.
Os Priscos eram uma antiga família da gente Servília e ocuparam os cargos mais altos do estado durante os primeiros anos da República. Eles também utilizavam o agnome "Estruto", que é sempre ligado ao nome deles nos Fastos Consulares até ser suplantado por "Fidenato", que foi obtido pela primeira vez por Quinto Servílio Prisco Estruto Fidenato, que conquistou Fidenas durante sua ditadura, em 435 a.C., e passou a ser utilizado por seus ancestrais.
Os Aalas, do qual "Áxilas" é apenas uma outra forma escrita, é o diminutivo de "ala" ("asa"). Uma lenda muito popular relata que o cognome foi dado primeiro a Caio Servílio Estruto, mestre da cavalaria em 439 a.C., pois ele escondeu a faca com a qual matou Espúrio Mélio em sua axila (um outro significado de "ala"). Porém, este não parece ter sido o caso, pois nome já era utilizado pela família por pelo menos uma geração antes do evento.

## Membros

### Servílios Priscos
- Públio Servílio Prisco Estruto, cônsul em 495 a.C., derrotou os sabinos e aurúncos.
- Quinto Servílio Prisco Estruto, mestre da cavalaria em 494 a.C.[7].
- Espúrio Servílio Prisco Estruto, cônsul em 476 a.C., derrotado em sua tentativa de retomar o Janículo dos etruscos
- Quinto Servílio Prisco Estruto, cônsul em 468 e 466 a.C..
- Públio Servílio Prisco, cônsul em 463 a.C., faleceu durante seu mandato por conta de uma grande epidemia que assolou Roma neste ano[8][9][10].
- Quinto Servílio Prisco Estruto Fidenato, ditador em 435 e 418 a.C., capturou a cidade de Fidenas e obteve o agnome "Fidenato".
- Quinto Servílio Prisco Fidenato, tribuno consular em 402, 398, 395, 390, 388 e 386 a.C..
- Quinto Servílio Prisco Fidenato, tribuno consular em 382, 378 e 369 a.C.[11].
- Espúrio Servílio Prisco, censor em 378 a.C.[12].

### Servílios Aalas
- Caio Servílio Estruto Aala, cônsul em 478 a.C., morreu durante seu mandato[2][13].
- Caio Servílio Estruto Aala, mestre da cavalaria em 439 a.C. e assassino de Espúrio Mélio.
- Caio Servílio Estruto Aala, cônsul em 427 a.C.[14].
- Caio Servílio Estruto Aala (ou Áxila), tribuno consular em 419 e 418 a.C.; e mestre da cavalaria em 418 a.C.[2][15].
- Caio Servílio Estruto Aala, tribuno consular em 408, 407 e 402 a.C.; mestre da cavalaria em 408 a.C..
- Caio Servílio Estruto Aala, mestre da cavalaria em 389 e 385 a.C..
- Quinto Servílio Aala, cônsul em 365 e 362 a.C.; ditador em 360 a.C..
- Quinto Servílio Aala, mestre da cavalaria em 351 a.C. e cônsul em 342 a.C. É possível que seja o mesmo que o anterior[16].

### Servílios Estrutos
- Espúrio Servílio Estruto, tribuno consular em 368 a.C.[2][17][18].

### Servílios Cepiões
- Cneu Servílio Cepião, cônsul em 253 a.C., durante a Primeira Guerra Púnica, navegou até a costa da África com seu colega, Caio Semprônio Bleso.
- Cneu Servílio Cepião, cônsul em 203 a.C., durante a Segunda Guerra Púnica.
- Cneu Servílio Cepião, cônsul em 169 a.C..
- Quinto Fábio Máximo Serviliano, cônsul em 142 a.C., adotado por Quinto Fábio Máximo Emiliano.
- Cneu Servílio Cepião, cônsul em 141 a.C. e censor em 125 a.C.[19][20][21].
- Quinto Servílio Cepião, cônsul em 140 a.C., durante a Guerra Lusitana.
- Quinto Servílio Cepião, cônsul em 106 a.C., durante as Guerras Címbricas; seu exército foi aniquilado na Batalha de Aráusio, em 105 a.C..
- Quinto Servílio Cepião, questor urbano em 100 a.C., morto numa emboscada durante a Guerra Social em 90 a.C.[22][23].
- Servília Cepião, esposa de Marco Júnio Bruto e mãe de Marco Júnio Bruto, o assassino de César.
- Servília, a Jovem, esposa de Lúcio Licínio Lúculo, pretor em 74 a.C..
- Quinto Servílio Cepião, tribuno militar durante a guerra contra Espártaco em 72 a.C..
- Servílio Cepião, um aliado de Júlio César e, num certo período, noivo de sua filha, Júlia[24][25][26].
- Quinto Servílio Cepião Bruto, o nome adotado por Marco Júnio Bruto, o tiranicida, quando foi adotado por seu tio, o tribuno militar em 72 a.C..

### Servílios Gemini
- Públio Servílio Gêmino, cônsul em 252 e 248 a.C., durante a Primeira Guerra Púnica.
- Cneu Servílio Gêmino, cônsul em 217 a.C., morto na Batalha de Canas em 216 a.C..
- Caio Servílio Gêmino, pretor antes de 218 a.C., aprisionado pelos boios no mesmo ano.
- Caio Servílio Gêmino, cônsul em 203 a.C. e ditador em 202 a.C.; pontífice máximo.
- Marco Servílio Púlex Gêmino, cônsul em 202 a.C..
- Marco Servílio Gêmino, cônsul em 3[27].

### Servílios Cascas
- Caio Servílio Casca, tribuno da plebe em 212 a.C., não conseguiu intervir em prol de seu parente, Marco Postúmio Pirgense[28].
- Públio Servílio Casca Longo, um dos assassinos de César, morreu pouco depois da Batalha de Filipos em 42 a.C..
- Caio Servílio Casca, irmão de Públio, e outro dos assassinos de César.

### Servílios Vácias
- Caio Servílio Vácia, pai do cônsul em 79 a.C..
- Públio Servílio Vácia, dito "Isáurico", cônsul em 79 e censor em 55 a.C.; triunfou sobre os isáuricos.
- Públio Servílio Vácia Isáurico, cônsul em 48 e 41 a.C..
- Servília, noiva de Otaviano até a formação do Segundo Triunvirato em 43 a.C..

### Servílios Rulos
- Públio Servílio Rulo, tribuno da plebe em 63 a.C., propôs uma lei agrária.
- Públio Servílio Rulo, um dos generais de Otaviano contra Marco Antônio depois da Campanha de Perúsia em 40 a.C.[29][30].

### Outros
- Caio Servílio Tuca, cônsul em 284 a.C..[2]
- Servília, esposa de Quinto Lutácio Cátulo, cônsul em 102 a.C.[31].
- Caio Servílio Gláucia, pretor em 100 a.C., aliado de Lúcio Apuleio Saturnino, com quem pereceu.
- Quinto Servílio, pretor em 90 a.C., foi assassinado em 90 a.C. pelos habitantes de Ásculo Piceno quando irrompeu a Guerra Social.
- Públio Servílio, um equestre, líder de uma das companhias que coletavam impostos na Sicília durante a administração de Caio Verres[32].
- Públio Servílio Glóbulo, tribuno da plebe em 67 a.C..
- Caio Servílio, um cidadão da Sicília, açoitado em público por Verres[33].
- Marco Servílio, acusado de "repetundae" ("rapinagem" ou "confisco ilegal") em 51 a.C.[34].
- Marco Servílio, tribuno da plebe em 44 a.C., elogiado por Cícero como um "vir fortissimus"[35].
- Marco Servílio Noniano, cônsul em 35 e um dos mais celebrados oradores e historiadores de seu tempo.
- Servílio Damócrates, um médico em Roma durante o século I.
- Servília, filha de Quinto Márcio Bareia Sorano, acusada e condenada à morte com ele em 66.
- Quinto Servílio Pudente, cônsul em 166[2][36].
- Marco Servílio Silano, cônsul em 188[2].
- Quinto Servílio Silano, cônsul em 189[2].